# Doctor Domingo Chanona
Doctor Domingo Chanona es una localidad del estado mexicano de Chiapas. Es parte del municipio de Villaflores.

## Toponimia
El nombre de la localidad rinde homenaje a Domingo Chanona Rodríguez, médico chiapaneco pionero de la profesión en el estado.

## Demografía
| Gráfica de evolución demográfica |
|                                  |

| Censo | Población |
| ----- | --------- |
| 1940  | 115       |
| 1950  | 352       |
| 1960  | 1 715     |
| 1970  | 1 244     |
| 1980  | 1 085     |
| 1990  | 2 187     |
| 2000  | 2 449     |
| 2010  | 2 962     |
| 2020  | 3 355     |